# Lacul Ciric I

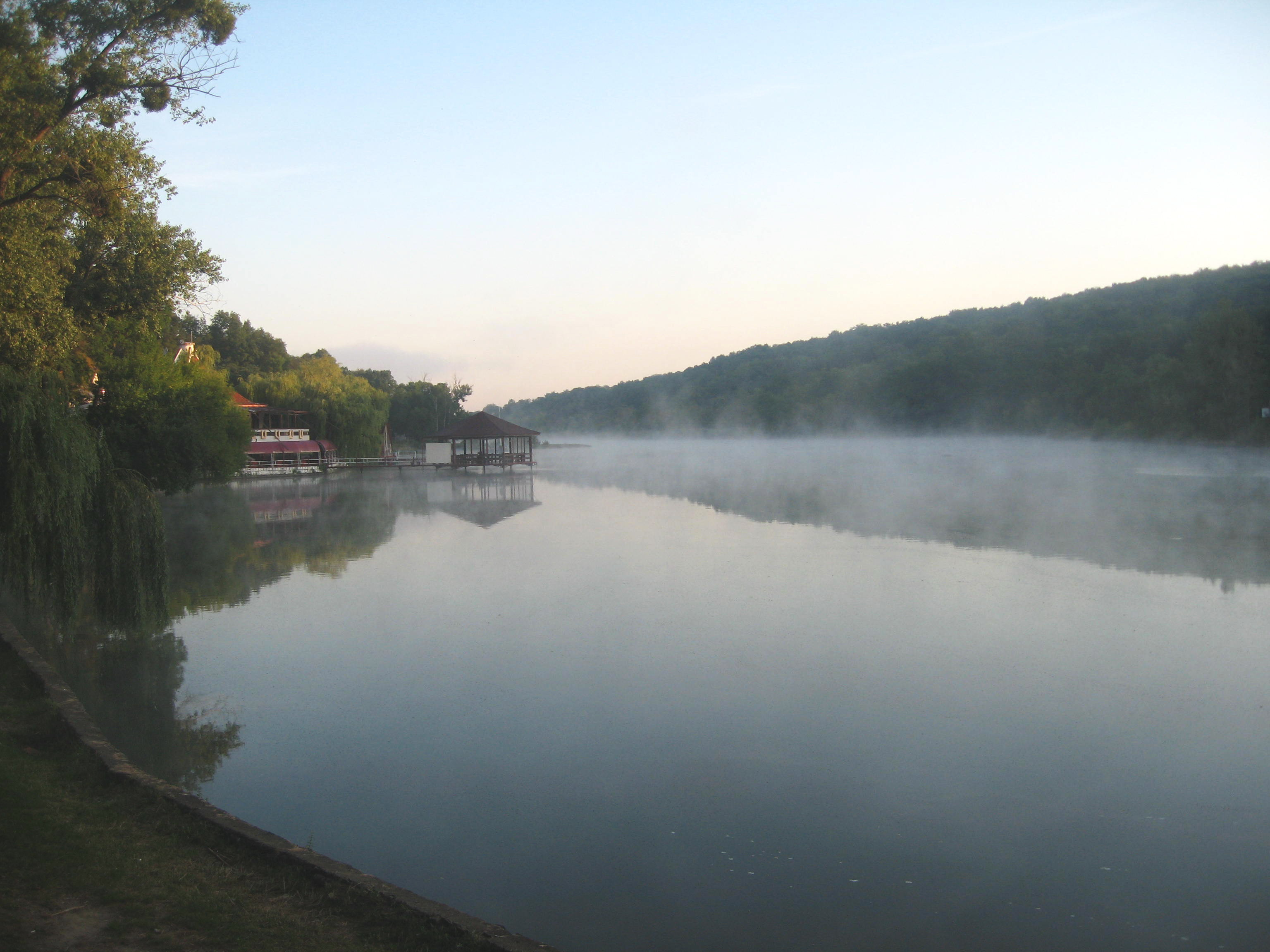
Lacul Ciric I într-o dimineaţă de vară. În partea stângă se observă Restaurantul Ciuperca.

Lacul Ciric I este un lac de baraj artificial de luncă din Câmpia Moldovei, în partea de nord-est a municipiului Iași. Are o suprafață de circa 10,7 hectare și este construit pe Râul Ciric .
Pe lacul Ciric I este amenajat un centru de agrement, aici existând căsuțe, un hotel, restaurantul Ciuperca etc.

## Fotogalerie

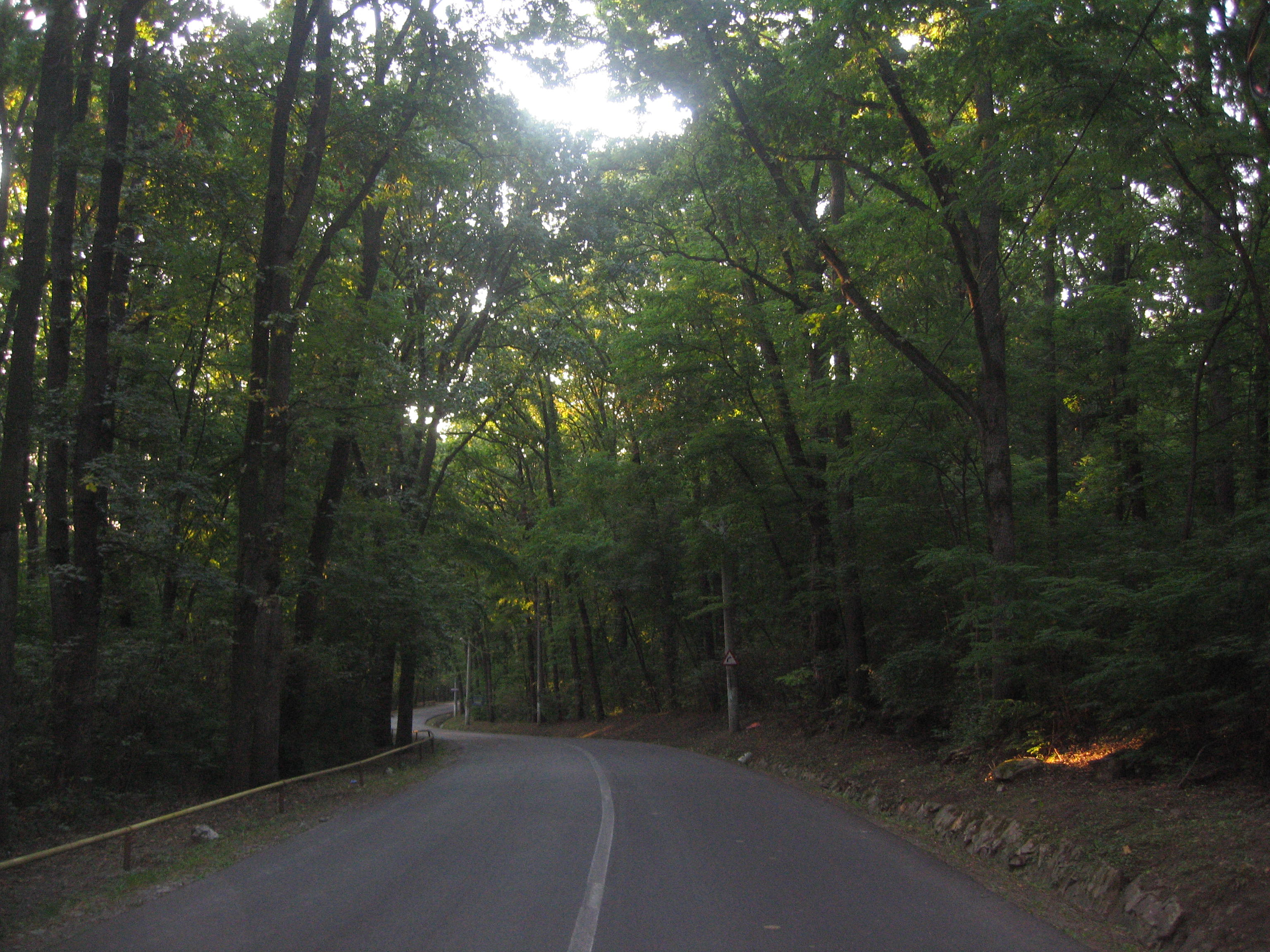
Pădurea Ciric
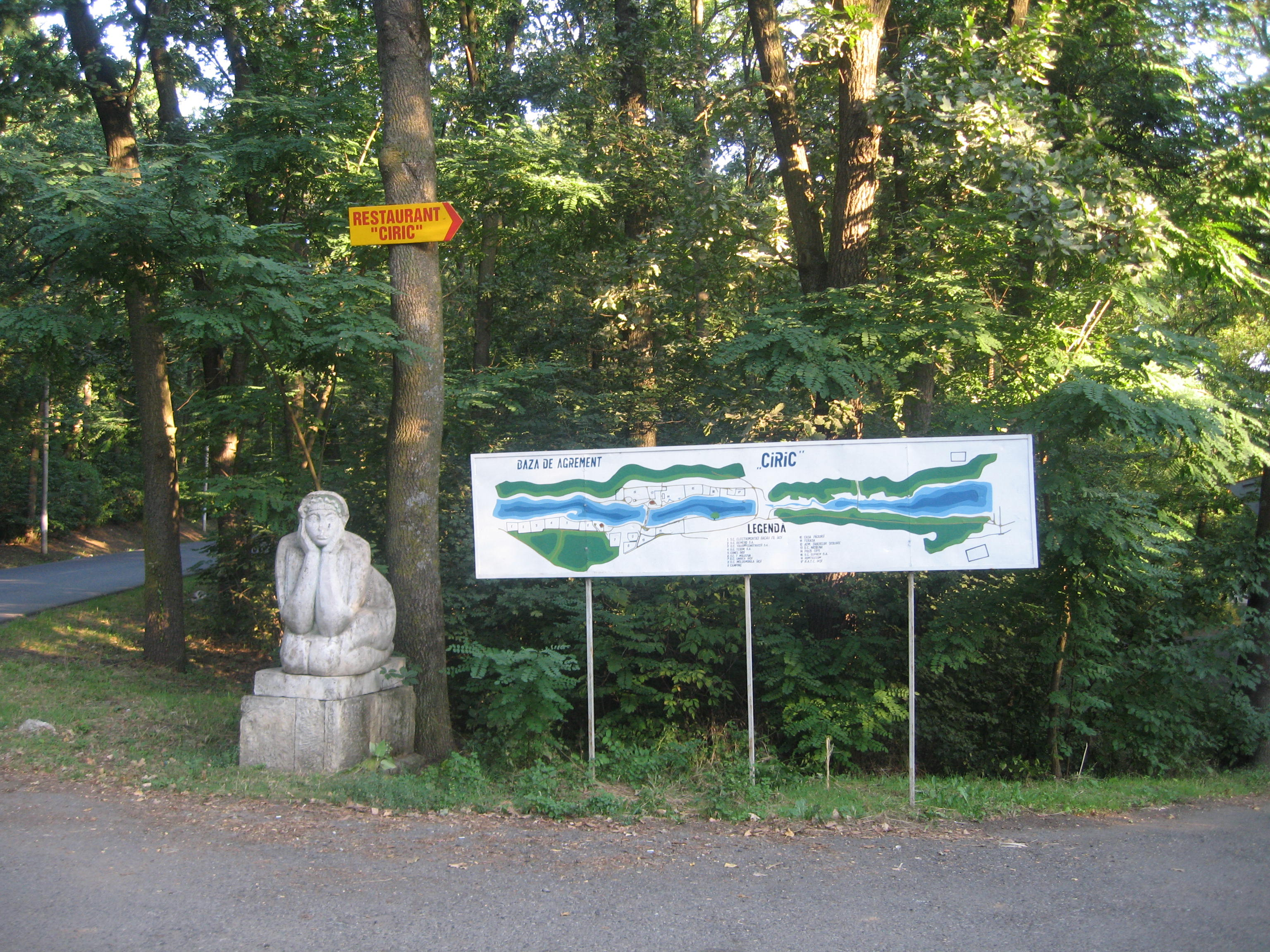
Panoul cu harta zonei de agrement Ciric
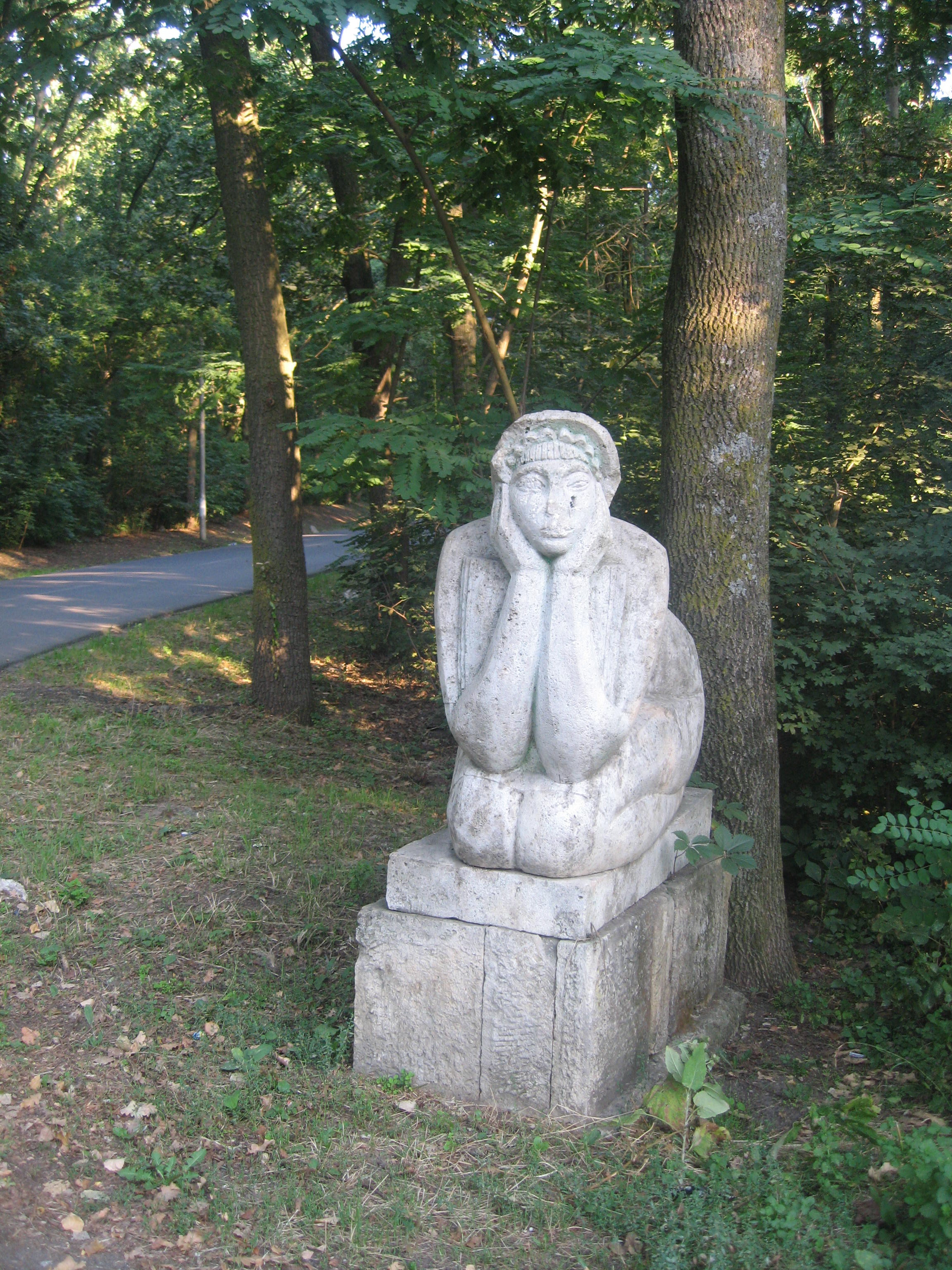
Statuie lângă panoul cu harta zonei de agrement Ciric